# 波爾沙烏帕齊拉
波爾沙乌帕齐拉是孟加拉国瑙岡縣的一个乌帕齐拉，位於拉傑沙希专区的瑙岡縣。。

## 人口
據1991年孟加拉國人口普查，波爾沙共有戶數18,047戶，人口97279人。其中男性佔比50.18%，女性佔比49.82%；成年人口48,932人。該地7歲以上人口之平均識字率為26.5%，低於全國平均值（32.4%）。